# الصبي في البيجامة المخططة (فلم)
الصبي في البيجامة المخططة (بالإنجليزية: The Boy in the Striped Pyjamas) فيلم سينمائي أمريكي بريطاني تم عرضه للمرة الأولى في 12 سبتمبر 2008. أخرج الفيلم مارك هيرمان وأنتجه ديفيد هيمان وتم اقتباس قصته من رواية الروائي الأيرلندي[ ؟ ] جون بوين والتي تحمل أيضا نفس الاسم. تم تصوير الفيلم في العاصمة المجرية بودابست. بلغت ميزانية الفيلم 12.5 مليون دولار بينما بلغ الدخل 37.9 مليون دولار. تبلغ مدة الفيلم 94 دقيقة.

## القصة
رالف الضابط في وحدة النخبة النازية وزوجته إلسا لديهما بنت غريتيل وتبلغ من العمر 12 سنة وابن برونو يبلغ من العمر 8 سنوات. يتوجب على العائلة المستقرة في العاصمة الألمانية[ ؟ ] برلين الانتقال إلى الريف بسبب ترقية الأب. ما لا كان يعلمه برونو بأن المنزل كان يقع بالقرب من معتقل وأن والده رالف هو القائد الجديد له. في البداية يكره برونو البيت الجديد حيث أنه يتوجب عليه أن لا يخرج من حديقة البيت بالإضافة إلى عدم وجود أطفال في سنه يلعب معهم. من خلال نافذة غرفته يشاهد ما يظنه مزرعة ولكنه يتضح لاحقا بأنه معتقل لليهود. يتم منع برونو من الذهاب إلى المزرعة بسبب رأي والده رالف في أنهم ليسوا تماما كالبشر.
يقرر برونو الذهاب إلى المزرعة سرا ويتعرف على صبي يهودي اسمه شمول من خلال تواجده في الجانب الآخر من السياج الحديدي المكهرب. شمول يخبر برونو بأنه يهودي وأن اليهود تم سجنهم هنا في المعتقل من قبل الجنود وكذلك تم أخذ جميع ملابسهم وإلباسهم ملابس مخططة موحدة وكذلك بأنه جائع. تساور الشكوك برونو في كون والده حقا شخص طيب ولكنه لاحقا بعدما يشاهد فيلما دعائيا مزيفا عن الحياة السعيدة في المعتقل يتأكد من طيبة والده. صار برونو يتردد كثيرا على المعتقل حيث يجلب معه الطعام لصديقه الجديد والوحيد شمول ويلعب معه لعبة الضامة.
رجل يهودي كبير في السن اسمه بافيل يعمل خادما في بيت رالف وتتم معاملته بطريقة قاسية من مساعد رالف الضابط كوتلر. بافيل كان سابقا طبيبا وعندما سقط برونو من على الأرجوحة الموجودة في حديقة البيت وأصيبت ركبته عالجه بافيل.
قرر رالف تعيين السيد ليزت معلما لغريتيل وبرونو بينما هو يقوم بغسل عقل الطفلين لصالح مبادئ الحزب النازي وضد اليهود. تتجاوب غريتيل مع ما تسمعه لأنها معجبة بمساعد والدها كوتلر بينما يشعر برونو بالضجر بسبب أنه يرى بافيل وشميل ودودين.
في نفس الأثناء تلاحظ إلسا تطاير أدخنة سوداء في السماء وهي تمشي برفقة الضابط كوتلر فتعلم إلسا بما يحدث في المعتقل من خلال تلميح كوتلر لها بأن رائحتهم وهم يحرقون أسوأ مما هم أحياء. كانت إلسا سابقا تعتقد بأنه معتقل عمال وليس معتقل موت. تصاب بالصدمة وتتشاجر مع رالف وتقرر الانفصال عنه.
يلقي رالف اللوم على كوتلر لفضح هذا السر العسكري. قرر والد رالف النازي المعروف زيارة عائلة ابنه وأثناء تناول وجبة العشاء يستطيع رالف ووالده أن يستدرجا كوتلر في الكلام حتى يقع بنفسه في الفخ عندما أخبرهم بأن والده الأستاذ الجامعي هرب إلى سويسرا لأنه يعارض مباديء الحزب النازي قبل 4 سنوات ولم يبلغ عنه. يستغل رالف هذه النقطة ويكتب تقرير سيء نحوه وتصدر الأوامر بترحيله إلى خطوط المواجهة. أثناء وجبة العشاء يخطأ بافيل في سكب النبيذ في الكأس فيسكبه على الطاولة وبالتالي قام كوتلر بعد فضح سره بأخذ بافيل وضربه ضربا شديدا ونعته بأسوأ الألفاظ.
يظهر شمول في المنزل كخادم جديد بدلا من بافيل ويسعد برونو بالأمر فيعطيه قطعة كعك لأكلها. يدخل في هذه الأثناء كوتلر ويبدأ في الصراخ في وجه شمول متهما إياه بالحديث مع برونو وسرقة الطعام. شمول يخبر كوتلر بأن برونو هو من أعطاه الكعك ولكن برونو الخائف ينكر ما حدث فيقرر كوتلر أخذ شمول معه إلى خارج البيت لتلقينه درسا مهما. لم يشاهد شمول مجددا في البيت وكذلك لم يظهر في المعتقل. أخيرا بعد مرور عدة أيام ظهر شمول من خلال الجانب الآخر من السياج وهو مصاب في عينه اليمنى. يعتذر برونو من شمول عما فعله ويسامحه شمول ويعودا مجددا أصدقاء. في نفس الوقت فإن كوتلر يحزم أمتعته للرحيل عن الريف.
تقرر إلسا الرحيل عن الريف برفقة الطفلين ويوافقها رالف ويخبر رالف طفليه بأن المكان الحالي ليس مثاليا للتربية السليمة. توافق غريتيل على الرحيل بسبب عدم تواجد كوتلر التي أعجبت به بينما برونو يرفض الرحيل بسبب تعلقه بصديقه شمول.
يخبر شمول برونو بأن والده مفقود وفي المقابل يخبر برونو شمول بالأخبار السيئة الثانية برحيله في اليوم التالي بعد تناول وجبة الغذاء. يقرر برونو مساعدة شمول في البحث عن والده من دون أن يعلم بأن والده هو من قام باعدامه. في صباح اليوم التالي يعود برونو إلى السياج ومعه مجرفة من أجل الحفر من تحت السياج والدخول إلى المعتقل بينما يجلب شمول معه ملابس إضافية لبرونو من أجل لبسها وعدم لفت الأنظار.
يلبس برونو الملابس المخططة ويدخل إلى داخل المعتقل ويكتشف زيف ما كان موجود في الفيلم الدعائي ويرغب في العودة للبيت ولكن شمول يشجعه في المضي قدما للبحث عن والده. بينما شمول وبرونو في أحد الغرف للبحث يصل الجنود ويقتادون جميع الموجودين في الغرفة بما فيهم الطفلان إلى قبو سفلي. طلب من الرجال والطفلين نزع ملابسهم جميعا حيث كانوا يعتقدون بأنهم سيستحمون ولكن تم اقتيادهم إلى غرفة أخرى وهي غرفة الإعدام بالغاز ويتم قتلهم جميعا.
في نفس الوقت تكتشف إلسا اختفاء ابنها برونو فتخبر زوجها رالف الذي كان في وسط اجتماع داخلي ويقرر فورا قطع الاجتماع والبحث عن ابنه عن طريق الكلب البوليسي الذي يستطيع اكتشاف الفتحة التي عملها برونو تحت السياج. يدخل رالف إلى المعتقل للبحث عن ابنه ومعه الجنود ولكنه يكتشف أن الغرفة التي يجلس فيها اليهود خالية وبالتالي استنتج بأن ابنه تم اقتياده بطريق الخطأ إلى غرفة الإعدام بالغاز مع باقي اليهود. يصرخ رالف بعلو صوته باسم ابنه برونو وتعلم إلسا بما حدث فتسقط على ركبتيها ومعها ابنتها غريتيل باكية. المشهد الأخير للفيلم يظهر لنا الغرفة التي نزعوا فيها ملابسهم وابقوها فيها ويذكرنا بأن ليست المأساة في وفاة برونو وشمول الطفلين بل في وفاة أيضا اليهود والغجر والمثليين في المحرقة المعروفة.

## البطولة
- أسا بوتيرفيلد في دور برونو.
- فيرا فارميغا في دور إلسا.
- ديفيد ثيوليس في دور رالف.
- جاك سكانلون في دور شمول.
- ديفيد هايمان في دور بافيل.
- روبرت فريند في دور كوتلر.
- جيم نورتون في دور السيد ليزت.
- أمبر بيتي في دور غريتيل.
- ريتشارد جونسون في دور الجد.

## الميزانية والإيرادات
بلغت تكلفة إنتاج الفيلم حوالي 12.5 مليون دولار بينما حقق أرباحا تقدر بـ 40.4 مليون دولار.

## وصلات خارجية
- مقالات تستعمل روابط فنية بلا صلة مع ويكي بيانات